# 畢公高
畢公 高（ひつこう こう）は、西周初期の重臣で王族のひとり。姓は姫、名は高。
畢公高は周の武王・成王・康王の3代に仕えた。武王により畢（現在の陝西省西安市長安区の北）の地に封じられたため、「畢公」と呼ばれた。
武王が即位すると、畢公高は召公奭とともに王の側近にあった。武王が殷を攻撃しようと鮮原に進出したとき、畢公高は召公奭とともに召し出された。武王が朝歌に入ると、周公旦は大鉞を取り、畢公高は小鉞を取って、武王を挟んで護衛した。畢公高は武王の命を受けて囚われていた人々を釈放した。成王のとき、畢公高は太師となって、成王を教導した。成王死去にあたって、畢公高は召公奭とともにその遺命を受け、諸侯を率い、康王の輔弼にあたった。成王の葬礼にあたっては、召公奭は西方諸侯を率い、畢公高は東方諸侯を率いた。康王12年、東郊の民生安定を図るよう康王に命じられた。畢公高は周原近郊の居里の区画整理をおこなった。
彼の死後、その子孫は畢の封土を失った。末裔に晋の大夫の畢万がおり、戦国時代の七雄のひとつ魏の始祖となった。